# Св. св. Константин и Елена (Велики Търновац)
„Св. св. Константин и Елена“ (на сръбски: Храм св. цара Константина и царице Јелене) е възрожденска православна църква във вранското село Велики Търновац, югоизточната част на Сърбия. Част е от Вранската епархия на Сръбската православна църква.
Църквата е разположена в северозападната част на селото. Изградена е през средновековието и е била метох на светогорския манастир Хилендар. Обновена е в 1936 – 1937 години и след това отново в 1990 година.